# Univerzita Černohorská
Univerzita Černohorská (černohorsky: Univerzitet Crne Gore, Универзитет Црнe Горe) je nejvýznamnější a největší černohorská vysoká škola, která se nachází v Podgorice, metropoli Černé Hory. Byla založena v roce 1974 a tvoří ji 15 fakult a jedna akademie.

## Historie
Univerzita Černé Hory byla založena dne 29. dubna 1974. V tomto roce se spojily tři fakulty: Ekonomická fakulta, Inženýrská fakulta a Právnická fakulta z Titogradu (tehdejší název Podgorice), dvě vysoké školy: Fakultní výuky z Nikšiće a Fakulta námořních studií z Kotoru a tři nezávislé vědecké instituce: pro dějiny, pro zemědělství a pro biologické a lékařské výzkumy z Titogradu, které podepsaly dohodu o sdružení a vzniku univerzity v Titogradu. Rok poté, co byla univerzita založena, změnila svůj název na Univerzitu Veljka Vlahoviće a v roce 1992 byl mezinárodně uznán současný název Univerzita Černohorská.
Během třiceti let své existence se univerzita velmi skvěle vyvinula v souladu s možnostmi a s požadavky času.[zdroj?]

## Organizace
Univerzita Černé Hory je organizována jako většina evropských vysokých škol. Zahrnuje fakulty, ústavy a vysoké školy, stejně jako logistická centra. Má unikátní akademické, obchodní a rozvojové cíle. Řídící radu řídí rektor univerzity a spravuje ji. Nejvyšším orgánem je akademický senát univerzity. Děkani jsou hlavy fakult a ředitelé jsou vedoucími ústavů. Na fakultách a na ústavech má nejvyšší akademické orgány rada pro výučně-vědecké otázky a pro výučně-umělecké otázky. Nejvyšším orgánem studentů je Studentský parlament. Zástupci studentů jsou voleni ve všech orgánech univerzity a fakult.
Univerzita se skládá z 15 fakult a jedné akademie :
- Ekonomická fakulta (se sídlem v Podgorice)
- Právnická fakulta (se sídlem v Podgorice)
- Elektrotechnická fakulta (se sídlem v Podgorice)
- Metalurgická a technologická fakulta (se sídlem v Podgorice)
- Fakulta politických věd (se sídlem v Podgorice)
- Stavební fakulta (se sídlem v Podgorice)
- Strojní fakulta (se sídlem v Podgorice)
- Fakulta přírodních věd a matematiky (se sídlem v Podgorice)
- Lékařská fakulta (se sídlem v Podgorice)
- Filozofická fakulta (se sídlem v Nikšići)
- Fakulta výtvarných umění (se sídlem v Cetinje)
- Fakulta Drama (se sídlem v Cetinje)
- Akademie múzických umění (se sídlem v Cetinje)
- Fakulta námořních studií (se sídlem v Kotoru)
- Fakulta cestovního ruchu a hotelového managementu (se sídlem v Kotoru)
- Fakulta aplikovaných fyzioterapií (se sídlem v Igalo)

V rámci výše uvedených fakult existuje několik oddělení a studijních skupin, nabízejících širokou škálu různých vzdělávacích profilů.
Univerzita zahrnuje také čtyři vědecké výzkumné ústavy:
- Institut cizích jazyků
- Institut biotechnologie
- Institute historie
- Institute mořské biologie

V Podgorice se nachází rozsáhlá Univerzitní knihovna.
Existuje Centrum informačních technologií, Centrum pro lidská práva, Centrum pro mezinárodní studia a Centrum pro jakost na univerzitě.
Sídlo univerzity je v Podgorice, hlavním městě Černé Hory, s počtem obyvatel okolo 173 000. Většina univerzitních fakult se nachází v Podgorice, v roce 2005 byla zahájena výstavba budov v Budvě a v Bijelo Polje.

## Galerie

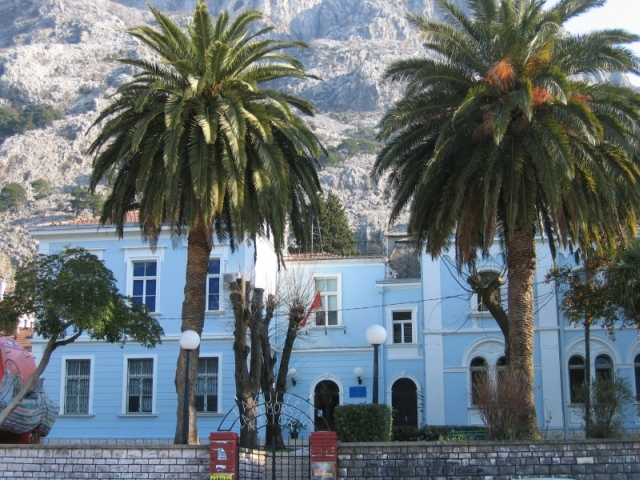
Fakulta námořních studií
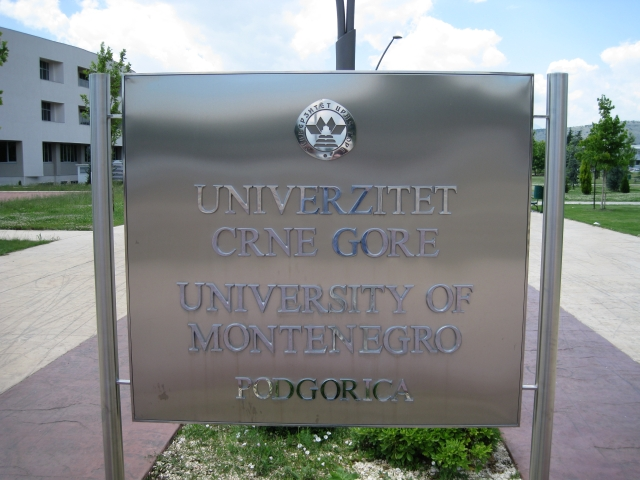
Nápis při vztupu k hlavní budově
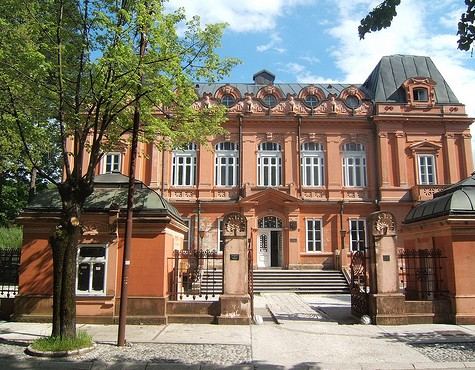
Bývalá ruská ambasáda v Cetinje - fakulta výtvarných umění